# Fara Olivana con Sola
Fara Olivana con Sola é uma comuna italiana da região da Lombardia, província de Bérgamo, com cerca de 1.167 habitantes. Estende-se por uma área de 4 km², tendo uma densidade populacional de 292 hab/km². Faz fronteira com Bariano, Castel Gabbiano (CR), Covo, Fornovo San Giovanni, Isso, Mozzanica, Romano di Lombardia.

## Demografia
| Variação demográfica do município entre 1861 e 2011                               |
|                                                                                   |
| Fonte: Istituto Nazionale di Statistica (ISTAT) - Elaboração gráfica da Wikipedia |